# جوزيف إي. بيرد
جوزيف إي. بيرد (بالإنجليزية: Joseph E. Baird)‏ هو سياسي أمريكي، ولد في 12 نوفمبر 1865 في بيريسبورغ في الولايات المتحدة، وتوفي في 14 يونيو 1942 في بولينغ غرين في الولايات المتحدة. حزبياً، نشط في الحزب الجمهوري. وقد انتخب عضو مجلس النواب الأمريكي.